# Kościół św. Jana Chrzciciela w Jangrocie
Kościół św. Jana Chrzciciela w Jangrocie – zabytkowy rzymskokatolicki kościół, położony w Jangrocie, w gminie Trzyciąż, w powiecie olkuskim, w województwie małopolskim.
Kościół oraz dzwonnica zostały wpisane do rejestru zabytków nieruchomych województwa małopolskiego.

## Historia
Poprzedni kościół drewniany, potwierdzony w źródłach, istniał w 2. połowie XV wieku, posiadał dwie kaplice boczne. W XVIII-wiecznym wykazie sieci parafialnej do parafii pod wezwaniem Świętego Krzyża w Jangrocie należały Michałówka i Trzyciąż.
 W latach 1822–1832 zbudowano murowany budynek, według projektu krakowskiego architekta Antoniego Beka. Fundatorem był biskup krakowski Jan Paweł Woronicz, który w 1824 roku poświęcił kościół.

## Architektura
Budynek murowany z cegły, otynkowany, wybudowany na planie prostokąta w stylu klasycystycznym. Nad głównym wejściem znajduje się inskrypcja poświęcona fundatorowi. Obiekt jednonawowy, prezbiterium węższe od nawy, zamknięte ścianą prostą. W jednej bryle prezbiterium znajduje się zakrystia, składzik i kruchta. Dach dwuspadowy z sygnaturką.

## Wystrój i wyposażenie
- Organy 8 głosowe wykonane w 1887 roku przez firmę Józefa Szymańskiego z Warszawy;
- monumentalny krucyfiks z 2. połowy XIV wieku[7][5]. Jest to jeden z najstarszych krucyfiksów na obszarze Wyżyny Krakowsko-Częstochowskiej, prawdopodobnie był umieszczony na belce tęczowej[7]. Obecnie (2022) wisi w zakrystii;
- ołtarz główny barokowy z późnogotyckim obrazem Św. Rodziny[8] obecnie (2022) obraz Św. Jana Chrzciciela;
- ołtarze boczne barokowe z XIX wiecznymi obrazami Ukrzyżowanie i Rozmnożenia chleba autorstwa Michała Stachowicza[6];
- ambona i konfesjonały barokowe;
- figura św. Jana Nepomucena z 1762 roku;
- XVIII wieczny ornat zdobiony pasem kontuszowym[9].

## Otoczenie
Obok kościoła znajduje się dwukondygnacyjna, arkadowa, klasycystyczna, murowana z cegły, otynkowana dzwonnica, nakryta dwuspadowym dachem. Wewnątrz zawieszony jest m.in. dzwon z 1557 roku.

## Galeria

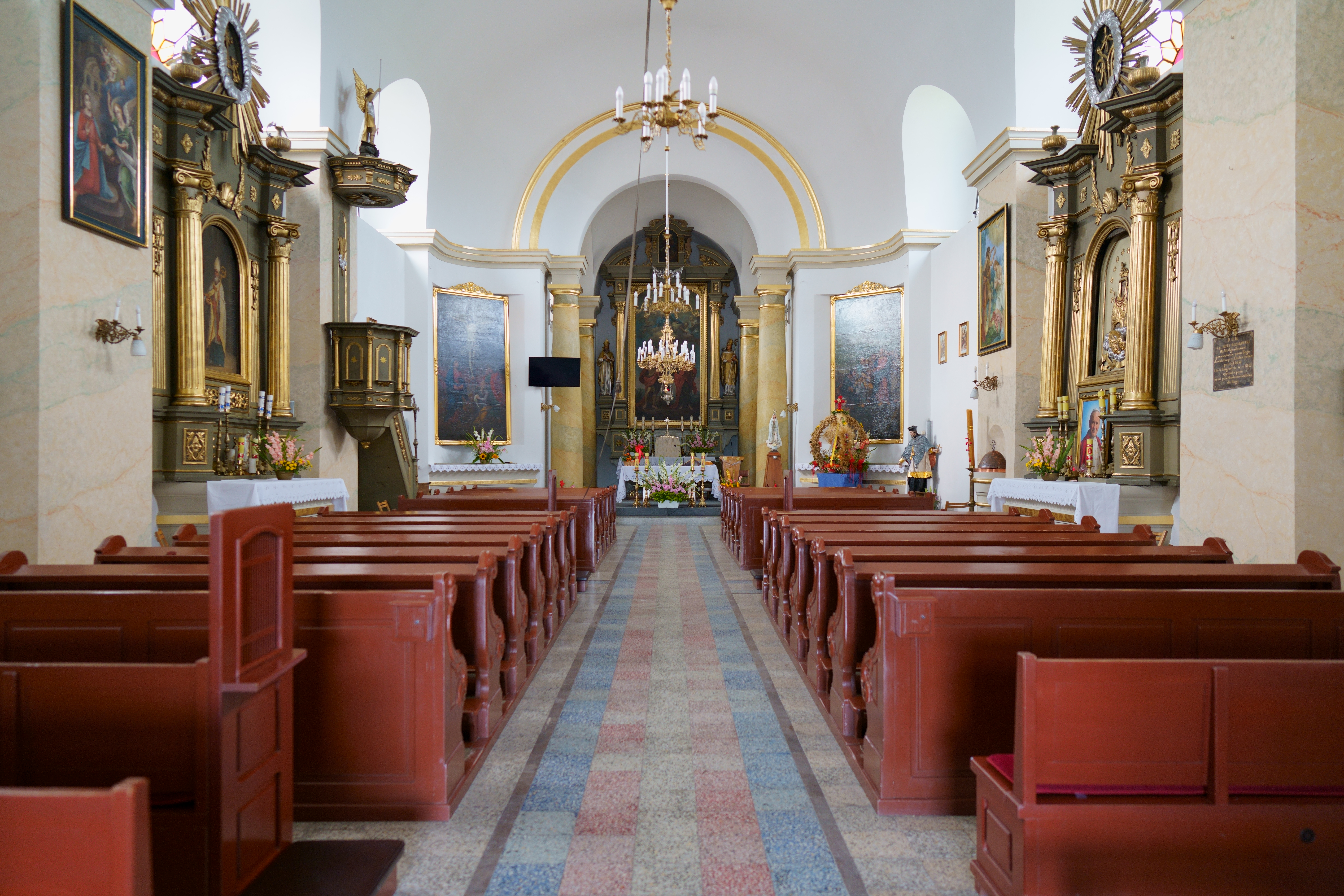
Wnętrze kościoła
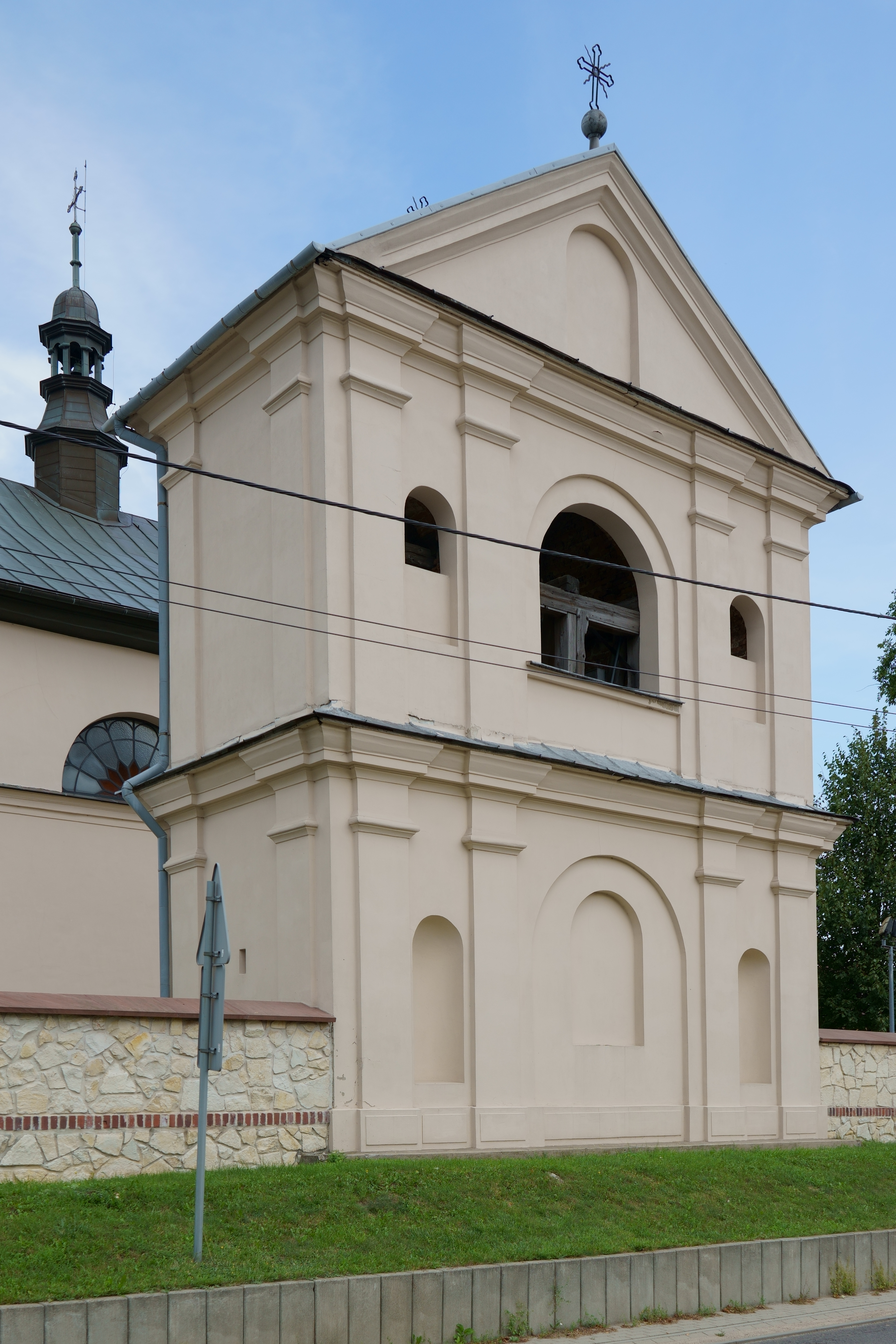
Arkadowa dzwonnica
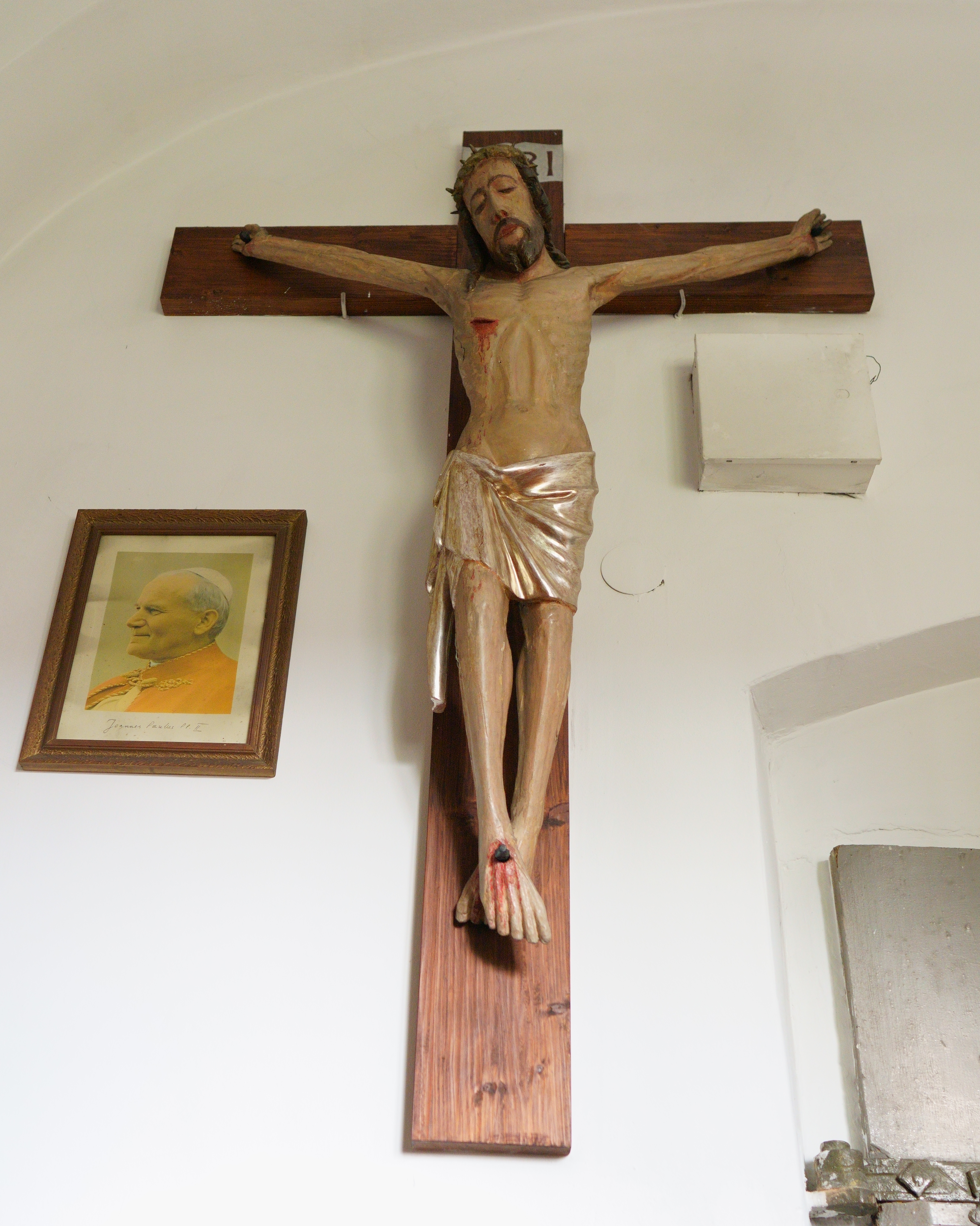
Gotycki krucyfiks w zakrystii